# Jelena Keirane
Jelena Keirane (...) è una modella lettone.
È stata incoronata Miss Terra Lettonia 2001 ed ha gareggiato alla prima edizione del concorso di bellezza Miss Terra 2001, prodotto dalla Carousel Productions, dove è arrivata sino alle semifinali.
Keirane è stata selezionata ed incoronata Miss Terra Lettonia 2001, ed ha quindi rappresentato la Lettonia alla prima edizione del concorso di bellezza Miss Terra, il 29 ottobre 2001, presso il Teatro dell'università delle Filippine a Quezon, Filippine. Il concorso è stato vinto dalla danese Catharina Svensson, mentre la Keirane è riuscita a classificarsi sino alle semifinali. Ha inoltre vinto il titolo di Miss Talent.
In seguito Jelena Keirane parteciperà anche a Miss International 2004, il 16 ottobre 2004 a Pechino, dove si è classificata fra le semifinaliste del concorso, poi vinto dalla colombiana Jeymmy Vargas.